# Kadujaya
Kadujaya is een bestuurslaag in het regentschap Sumedang van de provincie West-Java, Indonesië. Kadujaya telt 1337 inwoners (volkstelling 2010).